# Грбавче
Грбавче је село у Србији у општини Сврљиг у Нишавском округу. Према попису из 2022. године село Грбавче има 238 становника, 194 домаћинстава и 315 станова. Према попису из 2002. било је 567 становника (према попису из 1991. било је 758 становника).
Грбавче је сеоско насеље збијеног типа. Налази се на 13 км западно од Сврљига. Припада старим селима, с обзиром да се помиње у турским дефтерима из XV века. Обухвата 5 махала: Горња, Доња, Лазаревац, Деспотовац и Станићи. Село је струју добило 1964. године. Водоснабдевање је из локалног водовода. Село има четвороразредну основну школу.

## Праисторија
У атару села Грбавче постоји више археолошких локалитета. Пронађени предмети потичу у већини случајева из старијег гвозденог доба. На локалитету Градац, на брду Градац, западно од села, пронађен је бронзани привезак из периода старијег гвозденог доба. Други локалитет је пећина Пољана (или Дренова глава). Налази се изнад клисуре Тајчиног потока подно брда Пољана. Улаз је низак и узан, 1 х 0,7 m. Претпоставља се да је пећина представљала светилиште, а на основу пронађене керамике то је било у периоду старијег гвозденог доба. Локалитет утврђења Пољана налази се на врху брда Пољана, у близини пећине. Ту су пронађени уломци праисторијске керамике на основу којих се сматра да су из старијег гвозденог доба. На локалитету Одбој, западно од села на северним обронцима Калафата пронађена је камена секира-чекић из бронзаног доба. Са непознатог локалитета у атару села потиче керамички пехар из времена старијег енеолита.

## Настанак села
По предању, прво насеље је основао неки Грба, који је имао грбу на леђима, и од њега је потекло прво насеље. Село Грбавче се, још у доба Турака, налазило у подножју између данашњег села и брда Липнице. Касније, бежећи и склањајући се од Турака, становници су се населили у шумама где и данас живе, а место је по Грби добило име Грбавче.
Ово насеље се у прошлости премештало. Најпре се налазило у Селишту, на један километар од садашњег села. Услед чуме насеље се померало на данашњу локацију.

## Историја
Мештанин Младен Тричковић се вратио под старе дане у родно село 1909. године. Као српски војник заробљеник, он је у српско-турском рату доспео у Малу Азију, у "Мисирско", где је 32 године служио по беговским кућама. Са њим се у тој области налазило много Срба заробљеника.

## Географија
Грбавче лежи на терасној заравни у подножју Калафата (837 м). Западно се издиже брдо Градац (609 м) на које се настављa Љиљак (727 м), a са јужне стране Бајтарица (724 м), на истоку и северу земљиште се степенасто спушта у плодно пољe. Површина атара износи 2919 хектара.

## Хидрографија
Кроз сеоско насељe протиче Грбавачка река. Она извире на планини Калафат. Тајчин поток такође извире на Калафату и тече између Љиљка и Бајтарице, а близу села прераста у Правачку реку. Она тече према Грамади, пролази поред железничке станице Хаџићево и наставља према селу Преконога.
На атару око насеља извори су: Судвек, Стубал, Хајдучки кладанац, Попова чесмица, Милетино кладанче, Мутвина ливада, Кисељакова ливада, Студеник, Старчевица, Арничје, Сланиште, Смиљка, Бањица, Топлик, Селиште, Трша, Суводол, Бела вода, Црвине, Врело, Трс, Орашњак, Сребрник, Дубје, Бука, Пажар, Кошариште, Кленовица, Клисура, Горње и Доње врело. Неки од ових извора данас нису у функцији.

## Демографија
У насељу Грбавче живи 219 пунолетних становника, а просечна старост становништва износи 58,0 година (55,5 код мушкараца и 60,7 код жена). У насељу има 120 домаћинстава, а просечан број чланова по домаћинству је 1,98.
Ово насеље је великим делом насељено Србима (према попису из 2002. године), а у последња три пописа, примећен је пад у броју становника.
|  |

| Демографија | Демографија | Демографија |
| Година      | Становника  | Становника  |
| ----------- | ----------- | ----------- |
| 1948.       | 1.591       |             |
| 1953.       | 1.641       |             |
| 1961.       | 1.448       |             |
| 1971.       | 1.285       |             |
| 1981.       | 984         |             |
| 1991.       | 758         | 756         |
| 2002.       | 567         | 576         |
| 2011.       | 417         |             |
| 2022.       | 238         |             |

| Етнички састав према попису из 2002.‍ | Етнички састав према попису из 2002.‍ | Етнички састав према попису из 2002.‍ | Етнички састав према попису из 2002.‍ | Етнички састав према попису из 2002.‍ |
| ------------------------------------ | ------------------------------------ | ------------------------------------ | ------------------------------------ | ------------------------------------ |
|                                      |                                      |                                      |                                      |                                      |
| Срби                                 | Срби                                 |                                      | 565                                  | 99,64%                               |
| непознато                            | непознато                            |                                      | 2                                    | 0,35%                                |

| Година пописа     | 1948. | 1953. | 1961. | 1971. | 1981. | 1991. | 2002. |
| ----------------- | ----- | ----- | ----- | ----- | ----- | ----- | ----- |
| Број домаћинстава | 225   | 242   | 260   | 270   | 276   | 261   | 237   |

| Број чланова      | 1  | 2   | 3  | 4  | 5  | 6 | 7 | 8 | 9 | 10 и више | Просек |
| ----------------- | -- | --- | -- | -- | -- | - | - | - | - | --------- | ------ |
| Број домаћинстава | 51 | 118 | 29 | 16 | 12 | 9 | 1 | 1 | 0 | 0         | 2,39   |

| Пол    | Укупно | Неожењен/Неудата | Ожењен/Удата | Удовац/Удовица | Разведен/Разведена | Непознато |
| ------ | ------ | ---------------- | ------------ | -------------- | ------------------ | --------- |
| Мушки  | 283    | 46               | 201          | 29             | 7                  | 0         |
| Женски | 263    | 13               | 188          | 58             | 4                  | 0         |
| УКУПНО | 546    | 59               | 389          | 87             | 11                 | 0         |

| Пол    | Укупно                    | Пољопривреда, лов и шумарство | Рибарство                            | Вађење руде и камена | Прерађивачка индустрија       |
| ------ | ------------------------- | ----------------------------- | ------------------------------------ | -------------------- | ----------------------------- |
| Мушки  | 136                       | 76                            | 0                                    | 0                    | 19                            |
| Женски | 111                       | 107                           | 0                                    | 0                    | 1                             |
| УКУПНО | 247                       | 183                           | 0                                    | 0                    | 20                            |
| Пол    | Производња и снабдевање   | Грађевинарство                | Трговина                             | Хотели и ресторани   | Саобраћај, складиштење и везе |
| Мушки  | 1                         | 12                            | 3                                    | 2                    | 16                            |
| Женски | 0                         | 0                             | 1                                    | 0                    | 1                             |
| УКУПНО | 1                         | 12                            | 4                                    | 2                    | 17                            |
| Пол    | Финансијско посредовање   | Некретнине                    | Државна управа и одбрана             | Образовање           | Здравствени и социјални рад   |
| Мушки  | 0                         | 0                             | 1                                    | 2                    | 0                             |
| Женски | 0                         | 0                             | 0                                    | 0                    | 1                             |
| УКУПНО | 0                         | 0                             | 1                                    | 2                    | 1                             |
| Пол    | Остале услужне активности | Приватна домаћинства          | Екстериторијалне организације и тела | Непознато            | Непознато                     |
| Мушки  | 0                         | 0                             | 0                                    | 4                    | 4                             |
| Женски | 0                         | 0                             | 0                                    | 0                    | 0                             |
| УКУПНО | 0                         | 0                             | 0                                    | 4                    | 4                             |

Грбавче се спомиње у попису видинског санџака из 1478-81. године. Овај попис садржи имена свих пореских глава и порез који су били дужни да дају. Село је тада имало 8 пореских глава (6 мушкараца и 2 удовице). Убиран је порез од пшенице, јечма, проса, воћа, кошница, лана, свиња, сочива и сена, у вредности од 797 аспри. Село је било дужно да плаћа и додатни порез, тзв. спенџу, од 162 аспре, тако да је Грбавче плаћало укупан порез у вредности од 959 аспри.
По попису из 1859. године Грбавче је имало 80 кућа, 146 ожењених, 185 неожењених и 300 жена. У попису се наводи да је село имало свог пароха.
Године 1863. извршен је попис становништва сврљишког среза, а пописна књига се данас чува у Архиву Србије у Београду. По том попису Грбавче је имало 90 кућа и 670 становника (337 мушкараца и 333 жене). У истом попису, а са циљем упоређивања броја кућа, стоји да је Грбавче 1833. године имало 48 кућа.
Географијско-статистични речник Кнежевине Србије из 1870. године бележи Грбавче као село у књажевачком округу, сврљишком срезу и лалиначкој општини. Село је тада имало 104 куће, 761 становника и 155 пореских глава.
Према незваничном попису од 31. децембра 1890. године, село Грбавче је имало 1384 становника.
Према званичном попису становништва Краљевине Србије за 1895. годину, село Грбавче је имало 183 куће и 1428 становника.
Према попису становништва из 1921. године Грбавче има укупно 1195 становника. Попис по вероисповести бележи 1171 православца и 24 римокатолика. У попису по матерњем језику било је 1167 становника којима је матерњи језик српски, 13 којима је италијански и 15 за које је непознато.
По попису становништва од 31. марта 1931. године било је 1339 православаца.
На дан 31. децембра 1931. Грбавче има 175 кућа и 1345 становника.

## Школа
У Грбавчу је прва школа отворена 1898. године. Године 1910. учитељ је био Милорад К. Живковић, а 1920. године Иво Николић. Указом је, јула 1923. године, за учитеља постављен Љубиша Петковић. Школске 1929/30. године, завршена је нова школска зграда са четири одељења, са посебним учитељским становима. У то време школа је имала око 150 ученика. Године 1934. у ову школу је из Сврљишке Топле премештен Илија Панић, који је овде затекао учитељицу Милеву Нешић, са којом се оженио, и Љубицу Пајић, која је тада премештена у Сврљишку Топлу. Илија и Милева Панић остали су у овој школи и за време Другог светског рата.

## Споменици
У дворишту сеоске основне школе налазе се два споменика. Први је споменик који су подигли становници села Грбавче својим борцима и невино палим жртвама у ратовима од 1912. до 1918. године. Споменик је освећен 1935. године. Испод споменика се налази костурница у којој су сахрањене 63 невино пале жртве у селу Грбавчу, које је у знак одмазде стрељала бугарска војска за време Топличког устанка, 13. марта (по новом) или 28. фебруара (по старом календару) 1917. године. На врху споменика налази се грб Краљевине Југославије, двоглави орао, а са стране споменика налазе се четири плоче са именима бораца и жртава ових ратова.
Други споменик је подигао савез бораца народноослободилачких ратова села Грбавче у знак захвалности и сећања на пале борце од 1941. до 1945. године.

## Цркве
Грбавче припада Лалинској парохији и има две цркве, Храм Свете Тројице и Храм Светог пророка Илије и Светог Лазара.
Прва црква је посвећена Светој Тројици и изграђена је 1911. године, на темељима старе цркве, а обновљена 1990. године. Изнад улаза у цркву, на каменој плочи исписано је:
„Храм Свете Тројице подигоше сељани села Грбавче својим добровољним прилогом и снагом 1911. године. Обновљена 1990. године.“
Друга црква је посвећена Светом Илији и Светом Лазару, а познатија је под именом Лазарица. Црква је подигнута 1922. године на иницијативу мештанке села, баба Јованке, а уз помоћ мештана. Обновљена је 1994. године, а освећена од стране свештеника Новице Митровића и пароха Ћире. На дан Светог Илије, 2. августа 2007. године, постављено је звоно у новоподигнутом звонику.

## Празници
Грбавче слави два православна празника. Први је свети пророк Јеремија, који се слави 14. маја.
Други је Русални петак, у народу познат као Благи петак, који се слави у првом петку после Духова, и тада кроз село пролази литија.

## Пољопривреда
У селу се од житарица највише сеју кукуруз, пшеница и јечам; од махунастог биља пасуљ и боб; од поврћа лук и кромпир, а од воћа су најзаступљеније шљиве, јабуке и крушке.
Село Грбавче је 1846. године имало површину под виновом лозом од 100 мотика, а у данашњим мерама то је око 7,2 хектара.
Гласник србског ученог друштва из 1866. године садржи податак да је село имало 400 мотика под виновом лозом.

## Саобраћај
Кроз доњи крај насељa (источно) пролази локални пут који насељe спаја са магистралним путем Ниш — Сврљиг и са регионалним путем Сврљиг — Алексинац.
До насеља се може доћи аутобуском линијом Ниш — Грбавче (превозник Ниш-експрес). Линија је била укинута почетком 2015. године због недовољног броја путника, али је убрзо опет успостављена.
На 3 км од насеља, у подножју Грамаде, налази се станица Хаџићево, на прузи Ниш — Зајечар. Деоница ове пруге од Ниша (Црвени Крст) до Књажевца дуга је 69,9 километара и пуштена је у саобраћај 1922. године.

## Галерија
- Спомен-костурница
- Споменик палим борцима од 1941. до 1945. године
- Натпис изнад улаза у Храм Свете Тројице